# Hokkien de Medã
Hokkien de Medã é uma variante local da língua hokkien falado entre os chineses em Medã e Jacarta, Indonésia. É a língua franca em Medã, bem como em outras cidades-estado do norte da Sumatra do Norte ao seu redor, e é um subdialeto do dialeto de Zhangzhou (漳州), junto com o uso generalizado de palavras emprestadas do indonésio e do inglês. É um dialeto predominantemente falado: raramente é escrito em caracteres chineses, pois a Indonésia havia proibido o uso de caracteres chineses na era da Nova Ordem e não há romanização padrão.
Pela sua posição geográfica, a língua recebeu empréstimos linguísticos da língua indonésia.
Comparando hokkien de Medã com um dialeto de hokkien em outros países como Malásia e Singapura, o de Medã ainda é compreensível até certo ponto. Os falantes de hokkien de Medã podem ter um sotaque semelhante aos falantes da Malásia e de Singapura. A comparação mais próxima com hokkien de Medã é o dialeto de hokkien de Penang. Ambos são tão semelhantes que é difícil dizer a diferença entre os dois, a menos que o falante de hokkien de Medã não use empréstimos da língua indonésia.